# La horquilla
La horquilla (簪 Kanzashi?) es una película de comedia dramática japonesa de 1941 escrita y dirigida por Hiroshi Shimizu. Está basada en el cuento Cuatro baños (四つの湯槽) de Masuji Ibuse.

## Sinopsis
Un grupo de peregrinos se instala a pasar la noche en un onsen (balneario de aguas termales de origen volcánico) perturbando las vacaciones de los pocos habituales del establecimiento, en particular del gruñón profesor Katada, que aspira a la tranquilidad para poder estudiar. El día de su partida, el soldado Nanmura resulta gravemente herido al pisar una kanzashi, una horquilla ornamental de mujer, perdida en un baño al aire libre, por lo que tiene que prolongar su estancia en el balneario mientras se recupera.
Después de un intercambio de cartas, resulta que la dueña de la horquilla es una hermosa joven, Emi, quien viene a disculparse. Ella, con el apoyo de dos niños pequeños, Jiro y Taro, ayudan a Nanmura con sus ejercicios diarios para recuperarse. Aunque los dos jóvenes comparten un afecto mutuo tácito, ambos saben que su tiempo juntos es finito: Nanmura tendrá que volver al servicio militar, mientras que Emi, una geisha que ha huido de su patrón, se enfrenta a un futuro incierto. Pero al final de la temporada, los residentes regresan a Tokio uno tras otro, Nanmura no es una excepción y Emi se queda sola en el balneario desierto.

## Elenco
- Kinuyo Tanaka como Emi
- Chishū Ryū como Takeshi Nanmura
- Tatsuo Saitō como el profesor Katada
- Shin'ichi Himori como Hiroyasu
- Hideko Mimura como la esposa de Hiroyasu
- Kanji Kawahara como el anciano
- Jun Yokoyama como Taro, nieto del anciano
- Masayoshi Ōtsuka como Jiro, nieto del anciano
- Hiroko Kawasaki como Okiku, la amiga de Emi
- Takeshi Sakamoto como propietario del osen
- Kōji Matsumoto como gerente de personal
- Munenobu Yui como Toku, un masajista
- Tsuneo Ōsugi como Tsune, un masajista
- Kayoko Terada como una criada

## Recepción y legado
Tras su estreno inicial (en el apogeo de la segunda guerra sino-japonesa y poco antes de que Japón entrara en la Segunda Guerra Mundial), el crítico Akira Shimizu atacó la película a la que definió como un filme «la-di-da» en tiempos en que el material cinematográfico era precioso por su escasez.
El estudioso del cine Alexander Jacoby describe la película como uno de los «logros más ricos y complejos» de Shimizu que «contó con actuaciones sobresalientes de Kinuyo Tanaka y Chishū Ryū». El British Film Institute incluyó la película en su lista de las mejores películas japonesas desde 1925.
En tiempos modernos la película se proyectó en la sección «Forum» del Festival Internacional de Cine de Berlín de 2004 y en la Cinémathèque française en 2020 y 2021.

## Premios
- 2003: Premio del Público en el Festival Filmex de Tokio[9]